# Legend-klass
Legend-klassen (även benämnd som National Security Cutter och Maritime Security Cutter, Large) är en fartygsklass av patrullfartyg byggda för USA:s kustbevakning.
Fartygsklassen är de största stridsfartygen i den amerikanska kustbevakningen och motsvarar storleksmässigt en fregatt i de flesta örlogsflottor.

## Beskrivning
Fartygen är 127 meter långa och 16 meter i bredd, och med djupgående på 6,9 meter. Räckvidden är 22 000 km och topphastigheten är 28 knop. Besättningen består av 113 personer, varav 14 officerare. Fartygen har hangar och helikopterplatta, vanligen med två MH-65 Dolphin helikoptrar baserade ombord.
Bestyckningen består av en Bofors 57 mm sjöautomatkanon L/70 (allmålskanon), en 20 mm Phalanx CIWS, fyra 12,7 mm M2 Browning tunga kulsprutor samt två 7,62 mm M240 maskingevär.

## Fartyg

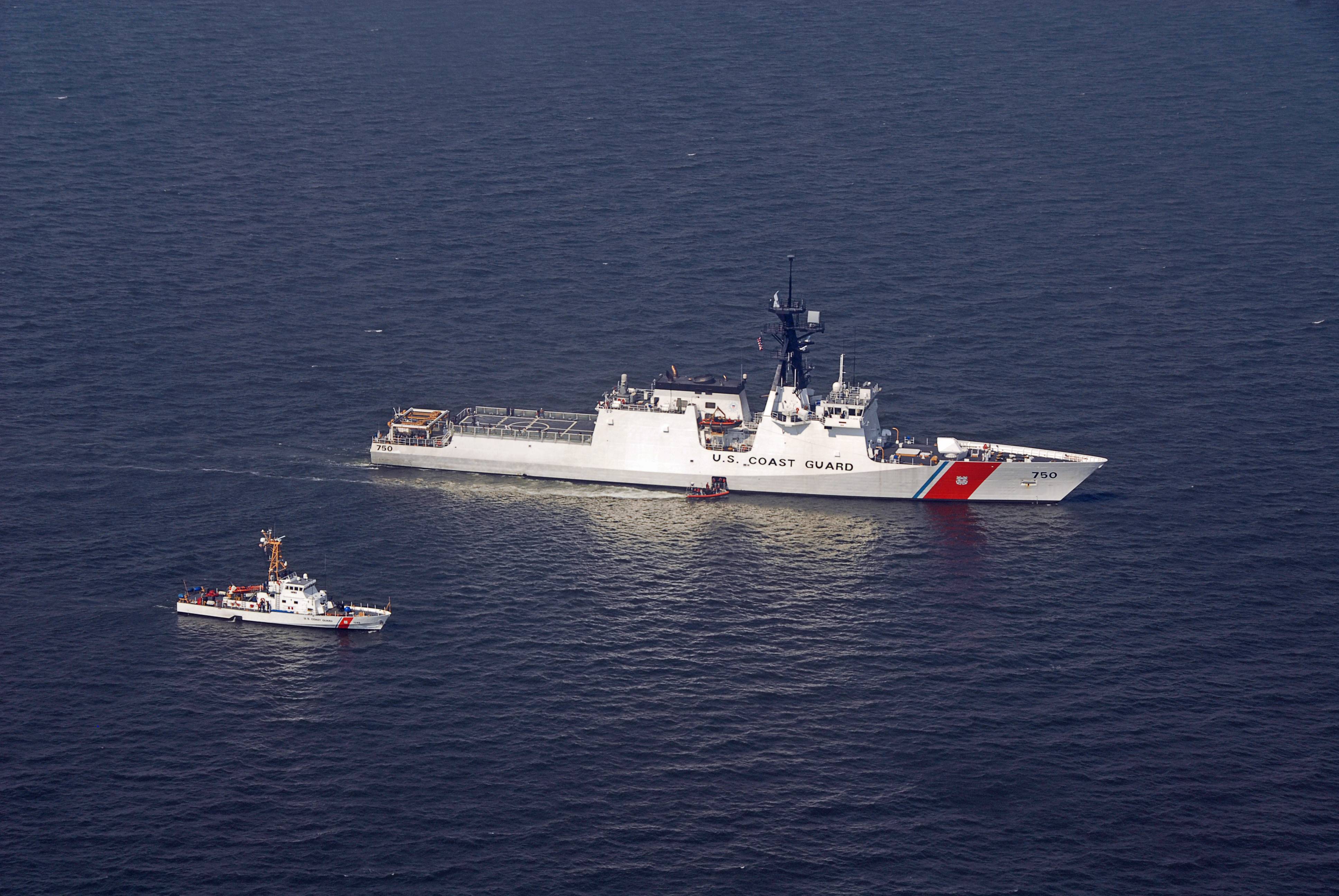
USCG Bertholf och patrullbåten USCGC Staten Island (av Island-klass) i Chesapeake Bay 26 juni 2008.

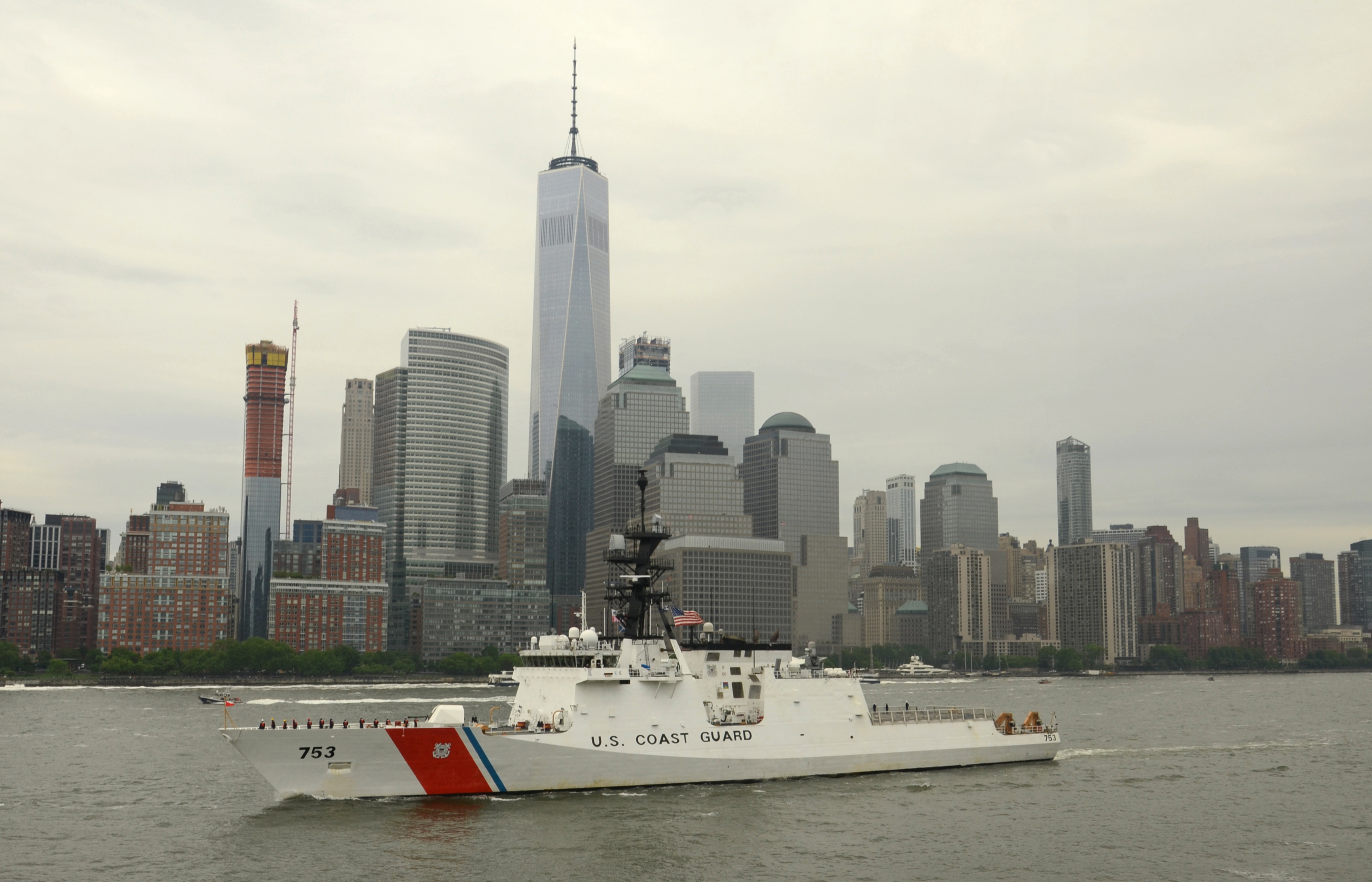
USCGC Hamilton passerar One World Trade Center på Manhattan 24 maj 2017 för deltagande i Fleet Week.

| Emblem | Skrovnummer | Namn           | Kölsträckning     | Sjösatt           | I tjänst        | Hemmahamn                  | Not   |
| ------ | ----------- | -------------- | ----------------- | ----------------- | --------------- | -------------------------- | ----- |
|        | WMSL‑750    | USCGC Bertholf | 29 mars 2005      | 29 september 2006 | 4 augusti 2008  | Alameda, Kalifornien       | [ 2 ] |
|        | WMSL‑751    | USCGC Waesche  | 11 september 2006 | 12 juli 2008      | 7 maj 2010      | Alameda, Kalifornien       | [ 2 ] |
|        | WMSL‑752    | USCGC Stratton | 20 juli 2009      | 23 juli 2010      | 31 mars 2012    | Alameda, Kalifornien       | [ 2 ] |
|        | WMSL‑753    | USCGC Hamilton | 5 september 2012  | 10 augusti 2013   | 6 december 2014 | Charleston, South Carolina | [ 2 ] |
|        | WMSL‑754    | USCGC James    | 17 maj 2013       | 3 maj 2014        | 8 augusti 2015  | Charleston, South Carolina | [ 2 ] |
|        | WMSL‑755    | USCGC Munro    | 5. november 2014  | 12 september 2015 | 1 april 2017    | Alameda, Kalifornien       | [ 2 ] |
|        | WMSL‑756    | USCGC Kimball  | 4 mars 2016       | 17 december 2016  | 24 augusti 2019 | Honolulu, Hawaii           | [ 2 ] |
|        | WMSL‑757    | USCGC Midgett  | 30 januari 2017   | 22 november 2017  | 24 augusti 2019 | Honolulu, Hawaii           | [ 2 ] |
|        | WMSL‑758    | USCGC Stone    | 14 september 2018 | 4 oktober 2019    | 19 mars 2021    | Charleston, South Carolina | [ 2 ] |
|        | WMSL‑759    | USCGC Calhoun  | 23 juli 2021      | 3 april 2022      | 20 april 2024   | Charleston, South Carolina | [ 3 ] |
|        | WMSL‑760    | USCGC Friedman |                   |                   |                 |                            |       |